# 本·克萊恩
班傑明·李·克萊恩（英語：Benjamin Lee Cline，1972年2月29日—）是美國的一位政治家和律師，所屬政黨是共和黨。自2019年開始，他擔任弗吉尼亞州第6國會選區選出的眾議院議員,他於 2002 年至 2018 年代表弗吉尼亞州眾議院第 24 選區。

## 生平
出生於奧克拉荷馬州靜水市。父親菲利普·克萊恩（Philip L. Cline），曾在華盛頓與李大學任教；母親茱莉·克萊恩（Julie Cline）。
1990年畢業於列星頓高級中學。1994年，在貝茲學院取得文學士學位。2007年，在里奇蒙大學法學院取得法學博士學位。

### 政治生涯
克萊恩於2002年在弗吉尼亞州眾議院的一次特別選舉中開始了他的政治生涯，取代了因性騷擾指控而辭職的現任代表萬斯·威爾金斯。克萊恩以57%的選票戰勝民主黨前列剋星敦市長咪咪·埃爾羅德。克萊恩代表第 24 區，該區由巴斯縣和羅克布里奇縣、布埃納維斯塔市和列剋星敦市以及阿默斯特縣和奧古斯塔縣的部分地區組成。

## 國家立法事務

### 委員會任務
克萊恩曾在眾議院商業和勞工委員會、法院委員會、金融委員會任職，並擔任民兵、員警和公共安全委員會主席。他還是商業和勞工小組委員會 #2、商業和勞工能源特別小組委員會、法院刑法小組委員會、法院司法系統小組委員會和金融小組委員會 #2 的成員。克萊恩還共同主持了弗吉尼亞州聯合立法保守派核心小組，由馬克·奧本沙因（Mark Obenshain）在弗吉尼亞州參議院擔任聯合主席。

### 教育
2006年，克萊恩贊助了 HB1125 和 HB1135，前者在英聯邦設立了學校銷售稅假期，後者允許駐紮在英聯邦的軍人在弗吉尼亞州不須州內學費。2007年，他贊助了HB2168，創建了社區大學轉學補助計劃。2008年，克萊恩支援了中弗吉尼亞社區學院阿默斯特分校的開設以及達布尼·蘭開斯特社區學院羅克布里奇分校的新設施。2009年，克萊恩贊助了將弗吉尼亞州彩票預算減半的修正案，但沒有在最終的州預算中納入修正案，這反過來將把這些資金投入用於資助弗吉尼亞州公立學校的文學基金。

### 政府監管
2006年，克萊恩通過了兩項法案，HB1130和HB1131，改變了弗吉尼亞州狩獵和內陸漁業部的行政設置。2009年，他通過了HB2285，該法案創建了一個可搜索的弗吉尼亞州機構支出資料庫。此外，克萊恩在2009年追逐佛吉尼亞州彩票，分配了超過100萬美元的州資金，以在彩票上使用豪伊·曼德爾和唐納德·特朗普的肖像。

### 刑事起訴
2003年，Cline 推出了 HB2229，該法案涉及未成年人持有酒精的緩刑。2004年，他引入了HB1204，該法案增加了對因酒駕而犯有多項罪行的人的處罰。2007年，他贊助了HB2453和HB2459，前者加重了對屢次無證駕駛者的處罰，後者增加了對虐待老人的處罰。2008年，他通過了HB1362和HB1363，前者規定了對濫用公共資產的處罰，後者增加了對假冒商標的處罰。2009年，他贊助了HB2441和HB2637，前者要求弗吉尼亞州懲教部通知檢察官被指控犯有在監獄中犯罪的囚犯的幫派關係，後者要求對因違反保護令而被捕的人進行指紋採集。

### 公共安全
克萊恩引入了 HB2227 和 HB865，前者將襲擊退休執法人員定為重罪，後者對襲擊校園員警處以相同的處罰。2003年，他引入了HB2230和HB2232，以幫助當地的緩刑官員和審前服務官員。在2005年，他引入了HB1514，該法案允許治安官辦公室和志願救援隊報銷應對酒後駕車事故的費用。克萊恩於2011年被佛吉尼亞州法院書記員協會評為年度立法者，並於2012年被弗吉尼亞州警長協會評為年度立法者。
克萊恩還提出了幾項關於被告和囚犯權利的法案。2003年，他引入了HB2231，使緩刑官員有更多機會查閱少年被告的記錄，以便更容易地準備風險評估。2009年，他反對關閉自然橋少年懲教中心，這是弗吉尼亞聯邦關閉時僅存的非暴力罪犯設施，並於2010年引入了HB873，要求少年司法部至少為非暴力少年犯開放一個設施。2012年，克萊恩（Cline）説明執法部門和囚犯宣導者就HB836達成妥協，該法案限制了對懷孕囚犯使用約束措施，通過支援弗吉尼亞州懲教委員會（Virginia Board of Corrections）修改規則的立法意圖，贏得了當地人的讚譽他參與這個問題。2013年，克萊恩説明制定並支援了HB2103，該法案改善了弗吉尼亞州仍有資格獲得假釋的囚犯的假釋程式。

### 墮胎
《羅阿諾克時報》（The Roanoke Times）的卡門·福爾曼（Carmen Forman）稱克萊恩是“堅決反對墮胎的”。在2007年及隨後的幾年中，他提出了一項立法，要求向在20周后尋求墮胎的婦女提供有關為嬰兒提供麻醉選擇的資訊，並要求醫生在母親要求時這樣做。

### 公民自由
2013年，Cline 支持了 HB2229，以解決對 2012 年聯邦國防授權法案的持續擔憂。指控是，NDAA允許聯邦政府在美國境內拘留和扣押美國公民，並在沒有獲得法律顧問或審判的情況下拘留他們，這違反了美國憲法。HB2229 指出，如果聯邦政府希望以這些理由拘留美國公民，它首先需要通知該個人所在地區的首席執法官員，或者在拘留後 24 小時內通知。該法案進一步指出，不遵守該法律將導致弗吉尼亞州大會審查聯邦政府與弗吉尼亞州之間的任何諒解備忘錄（MOU），並且對諒解備忘錄的任何進一步行動以及為追求諒解備忘錄而提供的任何資金都將取決於大會的贊成票。
克萊恩在2014年（HB1256）和2015年（HB2144）提出了類似的法案。 2013 年，該法案在眾議院以 83 票對 14 票通過，參議院以 31 票對 9 票通過修正案。眾議院否決了參議院的修正案，由於弗吉尼亞州警方抱怨聯邦政府威脅要退出諒解備忘錄，該法案在會議委員會中夭折。2014年的法案在眾議院獲得一致通過，但在參議院未經聽證會就夭折了。2015 年的法案在眾議院以 96 票對 4 票通過，在參議院委員會以 7 票對 6 票通過，並在參議院多數党領袖湯瑪斯·K·諾門特 （Thomas K. Norment） 的指導下重新提交委員會，在那裡未經再次投票就過關了。

### 81號州際公路
81 號州際公路是第24區州際公路系統的主要分支。2005年，克萊恩贊助了 HB2554 和 HJ709，前者是創建 I-81 安全工作組的法案，後者是鼓勵國會制定多州 I-81 計劃的決議。[49][50]在2006年，他贊助了HB1581，創建了I-81多式聯運鐵路研究。

## 家庭
與妻子伊莉莎白育有一對雙胞胎女兒凱薩琳和莎拉，全家現居博特托爾特郡。

## 外部連結
- 官方网站 （英文）
- C-SPAN內的頁面（英文）
- 本·克萊恩在互联网电影资料库（IMDb）上的資料（英文）